# Bryce Hamilton
Bryce Evan Hamilton (Pasadena, California; 10 de noviembre de 2000) es un baloncestista estadounidense que pertenece a la plantilla del Rostock Seawolves de la Basketball Bundesliga alemana. Con 1,93 metros de estatura, juega en la posición de escolta.

## Trayectoria deportiva

### Universidad
Jugó cuatro temporadas con los Runnin' Rebels de la Universidad de Nevada, Las Vegas, en las que promedió 14,9 puntos, 4,4 rebotes y 1,7 asistencias por partido. Fue incluido en el mejor quinteto de la Mountain West Conference en 2020, repitiendo galardón en 2022. El 28 de marzo de 2022 se declaró para el draft de la NBA de 2022, renunciando a su elegibilidad universitaria restante.

#### Estadísticas
| Año     | Equipo | PJ  | PT | MPP  | %TC  | %3P  | %TL  | RPP | APP | ROB | TPP | PPP  |
| ------- | ------ | --- | -- | ---- | ---- | ---- | ---- | --- | --- | --- | --- | ---- |
| 2018–19 | UNLV   | 31  | 0  | 13.0 | .353 | .296 | .630 | 1.6 | .6  | .3  | .2  | 4.3  |
| 2019–20 | UNLV   | 32  | 14 | 27.2 | .453 | .339 | .679 | 5.5 | 1.4 | .7  | .2  | 16.0 |
| 2020–21 | UNLV   | 24  | 24 | 32.6 | .430 | .313 | .656 | 6.0 | 3.0 | 1.3 | .1  | 17.9 |
| 2021–22 | UNLV   | 32  | 31 | 32.3 | .430 | .346 | .768 | 5.0 | 2.2 | .8  | .1  | 21.8 |
| Total   | Total  | 119 | 69 | 26.0 | .429 | .331 | .710 | 4.4 | 1.7 | .8  | .1  | 14.9 |

### Profesional
Tras no ser elegido en el Draft de la NBA de 2022, el 10 de octubre firmó contrato con Los Angeles Lakers. Pero fue despedido al día siguiente. El 3 de noviembre fue incluido en la lista de la noche inaugural de su filial en la G League, los South Bay Lakers. En su primera temporada en el equipo promedió 14,1 puntos y 4,6 rebotes por partido.
El 7 de septiembre de 2023 firmó un contrato a prueba de nuevo con Los Angeles Lakers, pero fue despedido once días después. El 28 de octubre se reincorporó a los South Bay Lakers.
El 4 de abril de 2024 firmó contrato con el Promitheas Patras de la A1 Ethniki griega.
El 12 de julio de 2024 fichó por el Rostock Seawolves de la Basketball Bundesliga alemana.